# Вычислимая функция
Вычисли́мая функция — математическая функция, значение которой может быть получено посредством эффективной процедуры — алгоритма. В современной логике вычислимые функции моделируются как частично рекурсивные функции; функции, реализуемые на некоторой машине Тьюринга, машине Поста, регистровой машине; задаваемые нормальным алгоритмом. Эквивалентность классов вычислимых и таким образом моделируемых функций постулируется тезисом Чёрча — Тьюринга (или его аналогами).
Функции {\displaystyle f} называют алгоритмически разрешимыми или алгоритмически неразрешимыми, в зависимости от того, возможен ли некоторый теоретический алгоритм, вычисляющий эту функцию за конечное время.
В упрощённом виде в качестве множества {\displaystyle N} обычно рассматривается {\displaystyle B^{*}} — множество слов в двоичном алфавите {\displaystyle B=\{0,1\}}. Это не снижает общности рассмотрения функций с точки зрения разрешимости, если результатом вычисления может быть не только некоторое слово, но и специальное значение — «неопределённость», соответствующее случаю, когда алгоритм вычисления аргумента функции на некотором множестве аргументов «зависает» — то есть никогда не выдает результат. Таким образом, можно дать следующее определение вычислимой функции {\displaystyle N}:
{\displaystyle N=B^{*}\cup \{\top \}},
где {\displaystyle B=\{0,1\}}, а {\displaystyle \top } — специальный элемент, означающий неопределённость.
Роль множества {\displaystyle N} может играть множество натуральных чисел, к которому добавлен элемент {\displaystyle \top }, и тогда вычислимые функции — это некоторое подмножество натуральнозначных функций натурального аргумента.
Непринципиально, что в качестве аргументов {\displaystyle N} могут выступать различные счётные множества, например, — множество натуральных чисел, множество рациональных чисел, множество слов в каком-либо конечном алфавите и др. Важно, чтобы существовал некоторый формальный язык в конечном алфавите описания элементов множества {\displaystyle N} и чтобы задача распознавания корректных описаний аргументов была вычислима. Например, для описания натуральных чисел удобно использовать двоичную систему счисления — язык описания натуральных чисел в алфавите {\displaystyle B}, но это совсем не обязательно.
В качестве исполнителя алгоритма вместо машин Тьюринга можно взять один из иных тьюринг-полных исполнителей. Грубо говоря, «абстрактным исполнителем» алгоритма
может быть некоторый гипотетический компьютер, подобный персональным компьютерам, но с актуально бесконечным объёмом памяти и архитектурой, обеспечивающей обращение к этой бесконечной памяти.
Важно отметить, что множество программ для этого исполнителя (например, множество машин Тьюринга при фиксированном алфавите входных и выходных данных) счётно.
Поэтому и множество вычислимых функций счётно, в то время как множество функций вида {\displaystyle f\colon N\to N} несчётно, даже если {\displaystyle N} счётно.
Отсюда следует, что существуют невычислимые функции, причём мощность их множества больше, чем мощность множества вычислимых функций.
Примером невычислимой функции (алгоритмически неразрешимой проблемы) может быть функция определения остановки — функция, которая получает на вход описание некоторой машины Тьюринга и входные данные для неё, а возвращает, например, 0 или 1 в зависимости от того, остановится данная машина Тьюринга на заданном наборе входных данных или нет. Ещё одним примером невычислимой функции является колмогоровская сложность.
Исследования о возможности физического вычисления функций, не удовлетворяющих современным моделям вычислимости, объединены в направление, обозначаемое как сверхтьюринговые вычисления.